# Adalbert Ritter
Adalbert Ritter (29 aprile 1900 – 23 febbraio 1945) è stato un calciatore rumeno, di ruolo portiere.

## Carriera

### Club
Ha sempre giocato nel campionato rumeno.

### Nazionale
Ha rappresentato la Nazionale rumena in occasione delle Olimpiadi del 1924.